# Kambó
Kambó o kambo (en catuquina: kampo pae; en portugués: kampô, vacina do sapo) es la secreción cutánea que se obtiene de la rana Phyllomedusa bicolor, un anfibio anuro arbóreo que habita en las cuencas del Amazonas y el Orinoco en América del Sur. La secreción está compuesta por un complejo sinérgico de péptidos y es utilizado como estimulante cinegético por varios pueblos amazónicos como los Noke Kuin, Huní Kuin y Matsés.

## Nombres comunes
- Kampo pae, nombre utilizado por los Noke Kuin (antes Katukina)[6]
- Dow kiet, palabra utilizada por los Matsés[7]
- Sapo, kampô, kampu, vacina de sapo o vacina da floresta, en portugués brasileño[8]

## Importancia cultural

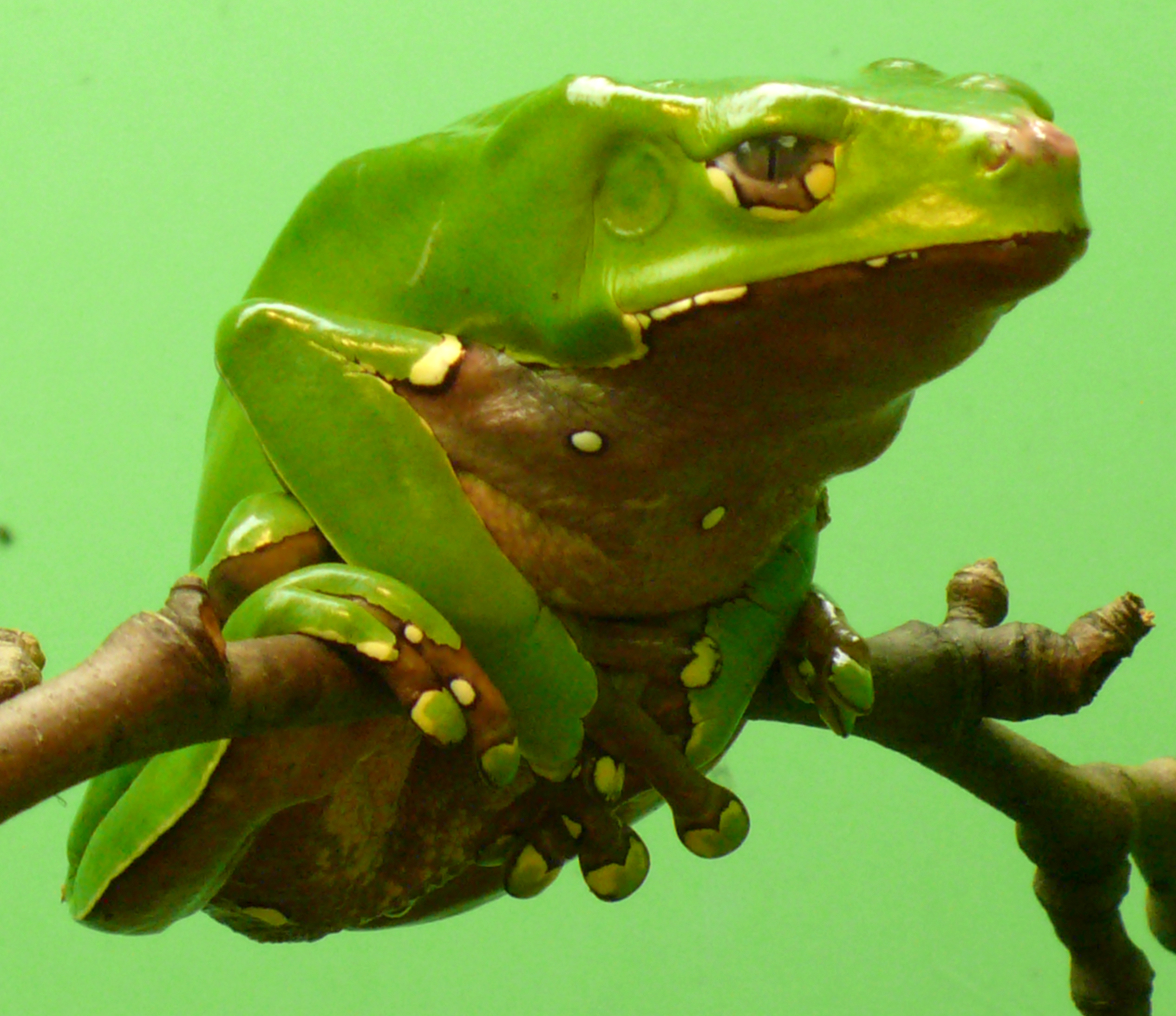
Phyllomedusa bicolor

### Usos en la cacería
Harold W. B. Moore describió en 1910 que en la región Potaro-Siparuni de Guyana se utilizaba al sapo kunaua para promover el éxito en la cacería: «Después de rascarse la muñeca con el telson o aguijón de un escorpión para asegurar la precisión al lanzar la flecha desde el arco, y cortarse los brazos y las piernas con las astillas de una botella rota, frota la espalda del sapo kunaua sobre las heridas; el virus del anfibio arde como fuego.»
La primera descripción de uso de la secreción de la rana P. bicolor fue realizada por un misionero francés, el padre Constant Tastevin, en 1925 mientras se quedaba con los kaxinawa (ahora Huní Kuin) en las riberas del río Gregorio en Acre, estado amazónico en el noroeste de Brasil:

Los anfibios son innumerables. El más notable es el campon de los Cashinahua, o el bakurúru de los Tupíes. Los Cashinahua, Kurina y Kanamari lo atan vivo, con sus extremidades extendidas, y lo sostienen sobre un fuego.

Su cuerpo rezuma una secreción que es recogida usando palillos y posteriormente almacenada. Luego, dejan libre al pobre animal porque, si muriera, tomaría venganza sobre sus verdugos. Cuando un nativo se enferma, enflaquece, empalidece y se inflama; cuando ha sido prolongadamente desafortunado en la caza, es porque existe una fuerza malvada en su cuerpo que debe ser expulsada.

Temprano por la mañana, antes del amanecer y aún en ayunas, los enfermos y los desafortunados hacen pequeñas cicatrices en sus brazos, con la punta incandescente de una rama, para inocularse a sí mismos con la popularmente llamada “leche” de las ranas.

Son prontamente sobrecogidos por una intensa náusea y diarrea; la fuerza malvada abandona sus cuerpos por todos los orificios: el enfermo gana peso y recupera su color, el desafortunado halla más presas de las que puede traer consigo; ningún animal escapa su aguda visión, su oído percibe hasta los sonidos más tenues, y su arma no erra ni un objetivo.

Presencié una de estas limpiezas entre los Kurina, en la cabecera del Erie, entre los Zuwohi-Madihâ (capuchino llorón): los pacientes ingirieron el “campón” cerca de las 5 a.m., algunos de ellos por diversión; a las 7 a.m. estaban completamente recuperados, y a las 8 a.m., uno de ellos salió a cazar y regresó con sólo una pava marail (Penelope marail).
Le fleuve Muru - Ses habitants. — Croyances et moeurs kachinaua

(El río Muru - Sus habitantes. - Creencias y costumbres kachinaua)
Constantin Tastevin, 1925.

Peter Gorman describió su experiencia con el dow kiet de los Matsés del río Gálvez cerca a la colonia Angamos en 1990, ubicados al noreste de Perú, en la región de Loreto:

"The effects are astounding: the moment the drug is placed upon your skin your body begins to heat up. In moments you feel as though you're burning from the inside; you begin tosweat. Your blood begin storace; your heart pounds. You became aware of every vein and artery in your body and feel them opening toallow for the fantastic pulse of your rushing blood. Your stomach cramps and you vomit violently. You lose the control of your bodily functions; you may urinate and defecate and drool uncontrollably. You fall to the ground and begin to lose consciousness; then suddenly, you may feel urges to do things you've never done before. You might find yourself growling, barking or moving about all fours. You feel as though animals are passing through you, trying to express themselves through your body. But even this extraordinary feeling is secondary to the speeding of your blood, a motion so fast that youthink your heart would burst.
 
For about fifteen minutes the rushing gets faster and faster, you are in agony.The pain becomes so great that you wish you could die and get it over with, but you don't die. The pounding slowly becomes steady and rhythmic and you gasp for air like a man saved from drowning. Finally the pounding subsides and you're overcome with exhaustion. You sleep. "
Los efectos son asombrosos: en el momento en que se coloca la droga en la piel, tu cuerpo empieza a calentarse. Por momentos sientes como si te quemases por dentro; comienzas a sudar. Tu sangre comienza a acumularse; tu corazón late con fuerza. Te dan calambres en el estómago y vomitas violentamente. Pierdes el control de tus funciones corporales: puedes orinar, defecar y babear incontrolablemente. Caes en el piso y empiezas a perder la conciencia; luego, de pronto, puedes sentir una urgencia de hacer cosas que nunca has hecho. Podrás encontrarte gruñendo, ladrando o moviéndote a cuatro patas. Sientes como si los animales pasaran a través de ti, tratando de expresarse a través de tu cuerpo. Pero este sentimiento extraordinario es secundario a la aceleración de tu sangre, un movimiento tan rápido que piensas que tu corazón fuera a explotar.

Por alrededor de quince minutos la aceleración es creciente, estás en agonía. El dolor se vuelve tan grande que desearías poder morir y acabar de una vez, pero no mueres. Los latidos lentamente se vuelven estables y rítmicos, y respirar aire como un hombre salvado de ahogarse. Finalmente, los golpes disminuyen y te recuperas agotado. Y duermes.
People of the Jaguar: Shamanic Hunting Practices of the Matses
(El pueblo del Jaguar: Prácticas Chamánicas de Caza de los Matsés)
Peter Gorman (1990).

### Usos en la medicina tradicional
Existen estudios etnográficos sobre el uso del kambó en la medicina tradicional Noke Kuin en la región del estado de Acre, en la amazonía brasileña. Se ha reportado el uso tradicional del kambó como abortivo. No existen estudios científicos sobre los efectos de la secreción de la rana en la salud humana a largo plazo.

#### Ritual Noke Kuin del kambó
Para los Noke Kuin de Acre, la secreción de la rana kambó forma parte de sus remedios junto al oni (ayahuasca), rome (tabaco) y el rome poto (tabaco con cenizas de un árbol nativo). Se utiliza en primer lugar como estimulante para los cazadores y luego para las personas que padecen tikish o pereza: una condición percibida como negativa por los Noke Kuin ya que la persona deja de participar socialmente.
El ritual se debe de realizar al inicio de la mañana o antes del amanecer y la persona a la cual se le aplicará el kambó debe beber una gran cantidad de caiçuma: una bebida en base a yuca (Manihot esculenta) sin fermentar, y en el caso de que no se pueda conseguir, agua. Previamente a la aplicación, con una ramita o titica de una enredadera se quema la piel superficialmente dejando un determinado número de 'pontos' (puntos). Sobre estos puntos se aplicará la secreción de la rana previamente hidratada con agua o saliva. Para suspender los efectos indeseables que proporciona la aplicación se recomienda bañarse.
Para el uso cinegético con el objetivo de aguzar los sentidos, los puntos se aplican linearmente iniciándose desde una de las muñecas, luego van subiendo hasta llegar al hombro y recorren el pecho hasta llegar al ombligo. De ahí suben hasta llegar a la otra muñeca. Antes de esto, es importante que el futuro cazador elija bien a la persona que le aplicará el kambó ya que esto repercutirá en el éxito de la cacería: si hay buena caza, el cazador regresará a buscar a su aplicador, tal vez para toda la vida. Un joven puede llegar a acumular 100 puntos y algunos hombres viejos dicen que llegaron a acumular hasta 300 puntos cuando jóvenes.

### Usos contemporáneos urbanos
De acuerdo a los usuarios tradicionales de kambó respecto al uso en las religiones ayahuasqueras y de las terapias alternativas, se estaría dando una apropiación cultural de un conocimiento indígena, como antes ya pasó con la ayahuasca. Según Leandro Altheman Lopes, un periodista brasilero, el uso urbano del kambó empezó en São Paulo en 1994. En la versión más popular de la historia, fue un cauchero, Francisco Gomes, quien empezó a llevar el kambó a través de instituciones como el Santo Daime y la UDV en estados fuera de Acre como Rondônia, Minas Gerais y São Paulo en la segunda mitad de la década de 1990. La popularización en Brasil llevó a la Agência Nacional de Vigilância Sanitária (ANVISA) a prohibir la publicidad sobre los beneficios del kambó el 2004.

## Farmacología
Los péptidos en la secreción protegen a la rana de la colonización por agentes patógenos microbiales. Los análisis realizados a la fecha muestran que la secreción de la piel de la rana contiene al menos dieciséis péptidos bioactivos, entre ellos: deltorfina, deltorfina I, deltorfina II, dermorfina, phyllocaerulein (neutopéptido hipotensor), phyllomedusin (una taquicinina), phyllokinin, physalaemin, sauvagine, dermaseptin-B2 (DRS-B2) y adenoregulin.

### Farmacocinética
En los rituales propiciatorios de cacería de pueblos como los matsés y yaminawa en Perú, y los mayorunas en Brasil, la secreción se mezcla con saliva o agua, y se aplica sobre las pequeñas heridas recién abiertas generadas a través de quemaduras en los brazos o el pecho. Esto inmediatamente genera un estado de malestar que comprende la sensación de quemazón, taquicardia, mareos, secreción biliar, vómitos e incontinencia urinaria y fecal durante unos 15 minutos, seguido de un periodo de calma y finalmente de euforia. Los síntomas generados son complejos y se deben a una reacción farmacológica a los neuropétidos que probablemente actúan de manera sinérgica.

## Contraindicaciones, riesgos y precauciones
El ritual de kambó está contraindicado de manera absoluta para mujeres embarazadas, madres lactantes y para personas con problemas cardiovasculares, hipotensión crónica, síndrome de Shy-Drager, personas de edad avanzada, y/o con estado frágil de salud. También para personas con ciertas condiciones psicológicas como el trastorno límite de la personalidad, trastornos disociativos, desorden bipolar, depresión severa y otras enfermedades donde se puede manifestar la psicosis.
Tampoco se recomienda la utilización del kambó en combinación con ayahuasca, jurema, iboga u otros enteógenos en la misma sesión. Se recomienda beber agua antes del ritual y verificar la experiencia y habilidades de la persona que administra el kambó.
Adicionalmente, la Asociación Internacional de Practicantes de Kambô (IAKP, siglas en inglés) excluye específicamente a las personas con marcapasos, que han tenido un paro cardíaco, una hemorragia cerebral, con una trombosis o aneurisma, en proceso de recuperación de una cirugía mayor, que reciben quimioterapia o radioterapia (o lo han recibido en las últimas cuatro semanas), se encuentren tomando inmunosupresores luego de una operación de trasplante de órganos, con enfermedad de Addison, epilepsia, ciertos tipos de síndrome de Ehlers-Danlos y quienes no tengan la capacidad mental para decidir tomar kambó por sí mismos.

### Casos
El 2008 en Pindamonhangaba (SP), Brasil, falleció un hombre de 52 años luego de que se aplicará kambó por parte de un aplicador urbano.
El 2009 en Chile falleció un hombre de 55 años en Pichideagua luego de que se aplicara kambó.
El 2016 en Eslovenia se reportó un caso de una mujer de 44 años con síndrome de secreción inadecuada de la hormona antidiurética (SIADH, siglas en inglés) por la ingesta de 6 l de agua luego de habérsele aplicado kambó. El mismo año, en Polonia, se reportó un caso de un hombre de 34 años admitido en un hospital con ictericia, prurito, debilidad y dolor en la parte superior del abdomen luego de haber recibido kambó semanalmente durante dos meses. Luego de una ecografía abdominal se detectó ecogenicidad hepática (hígado brillante). Los investigadores concluyen que existe una gran probabilidad de que las toxinas en la secreción pueden dañar el hígado.
El 2019 en Australia, durante el mes de marzo, falleció una mujer de 39 años luego de participar en un ritual de kambó urbano en Nueva Gales del Sur. El mismo año, en Chile, durante el mes de abril, falleció una mujer de 28 años de la comuna de Llay Llay en Valparaíso.
El 1 de diciembre de 2024, la actriz mexicana Marcela Alcázar Rodríguez falleció durante un retiro espiritual en el Centro Moyocoyani en Durango, México, tras haber ingerido la sustancia.

## Controversias

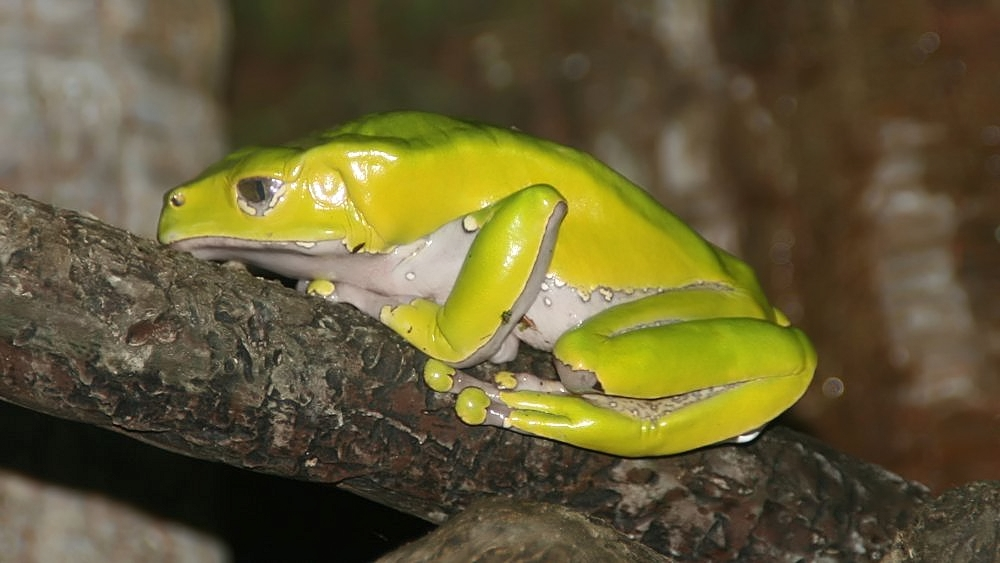
La rana, Phyllomedusa bicolor, de cuya piel se extrae la secreción, habita en la Amazonía y Orinoquía.

En Brasil, dado el crecimiento del consumo del kambó en centros urbanos, se han generado críticas por parte de indígenas, académicos y comunicadores respecto a la apropriación cultural de los conocimientos indígenas, al proceso de extracción de la secreción de la rana Phyllomedusa bicolor, a la forma de transmisión de la sabiduría, al precio cobrado por el ritual y a la mistificación del origen de la rana. También son temas sensibles las patentes generadas a partir de los péptidos identificados en el kambó desde la farmacología (biopiratería), la comercialización del kambó fuera de su lugar de origen y el impacto desconocido en las poblaciones de las ranas ante el aumento del retiro de las mismas de su hábitat natural.

### Prohibición en Brasil
Desde el 29 de abril de 2004, a través de la resolución RE n. 8 de la Agência Nacional de Vigilância Sanitária (ANVISA) publicada el 30 de abril del mismo año, se prohibió la publicidad relacionada al kambó en Brasil:

A TODAS LAS EMPRESAS QUE COMERCIALIZAN: Determinar la suspensión, en todo el territorio nacional, que durará el tiempo necesario para la realización de análisis y otras providencias requeridas, de toda publicidad con alegaciones de propiedades terapéuticas y / o medicinales, vehiculadas en todos los medios de comunicación, incluso en INTERNET, especialmente del sitio web www.kambo.com.br, del KAMBÔ.
Resolução RE n. 8 de 29 de abril de 2004. D.O.U de 30/4/2004
Agência Nacional de Vigilância Sanitária, Brasília, DF, Brasil